# 실리은행
실리은행(實利銀行)은 중화인민공화국 랴오닝성 선양에 있는 금융 기관으로 조선민주주의인민공화국의 기업이다.
이름에 "은행"이라고 쓰여져 있지만, 은행일은 하지 않았다.